# Chacun a le droit d'aimer
Pour plus de détails, voir Fiche technique et Distribution.
Chacun a le droit d'aimer (titre original : Każdemu wolno kochać) est un film polonais réalisé par Mieczysław Krawicz et Janusz Warnecki, sorti en 1933.

## Fiche technique
- Titre : Chacun a le droit d'aimer
- Titre original : Każdemu wolno kochać
- Réalisation : Mieczysław Krawicz, Janusz Warnecki
- Scénario : Jerzy Nel
- Photographie : Zbigniew Gniazdowski
- Montage :
- Musique : Zygmunt Karasiński
- Costumes :
- Société de production :
- Pays d'origine : Pologne
- Format :
- Genre : Comédie
- Durée :
- Date de sortie : 
  - Pologne : 24 février 1933
  - France : 29 juin 1934

## Distribution
- Ludwik Lawiński − le directeur du théatre
- Stanisława Kawińska − Weronika
- Janina Brochwiczówna
- Józef Kondrat
- Henryk Małkowski
- Ludwik Fritsche − professeur Robaczek
- Mariusz Maszyński − Alojzy Kędziorek
- Liliana Zielińska − Renia
- Feliks Chmurkowski
- Czesław Skonieczny − Maciej Baleron
- Mira Zimińska
- Józef Orwid
- Adolf Dymsza
- Witold Conti
- Stanisław Łapiński